# NHC Arena
NHC Arena - é um estádio de hóquei no gelo localizado na cidade de Timrå, Suécia.
Foi inaugurado em 2005 e tem capacidade para 6 000 pessoas durante eventos desportivos.
É utilizado pelo clube de hóquei no gelo Timrå IK.